# Vili
În mitologia nordică Vili  este unul din frații lui Odin și este dătătorul de motive.
Vili Vé și Odin sunt fii lui Bor Burison.